# 蔡馬安琪
馬安琪（英語：Ma On-ki，1956年7月21日—），常稱蔡馬安琪，香港公務員，曾擔任黃大仙民政事務專員及民政事務局高級顧問。她在1980年加入港英政府任職二級行政主任，曾在布政司署、市政總署、食物環境衞生署及康樂及文化事務署等多個部門任職。她在2014年於民政事務總署晉升至高級首席行政主任，從公務員體系退休前為黃大仙民政事務專員，及後亦一度擔任民政事務局高級顧問。

## 早年生活
馬安琪於1956年7月21日出生，及後在香港大學取得文学士學位。

## 公職生涯

### 殖民地時期
蔡馬安琪於1980年24歲生日當天加入港英政府的行政主任職系，獲掌管市區政務的民政署派遣至東區政務處出任負責聯絡工作的二級行政主任崗位。3年後，她在1983年10月被調派至康樂文化署擔任負責人事及總務的助理部門秘書崗位。1985年4月，康樂文化署合併改組為布政司署文康市政科時，她繼續擔任負責人事管理的行政主任職位，並獲晉升為一級行政主任。
1987年8月，蔡馬獲調派至布政司署銓敍科，負責總務工作。及後，她在1990年3月起被借調至法定機構行政事務申訴專員公署任職，從事甄別及調查的工作，並在1991年1月升任高級行政主任，直至1994年10月返回布政司署，繼續於公務員事務科服務。重返公務員事務科的她改為出任於公務員培訓處行政秘書，協調高級公務員訓練及發展安排。在主權移交前，她在1997年4月被派出至市政總署，再度處理熟悉的人事工作。

### 主權移交後

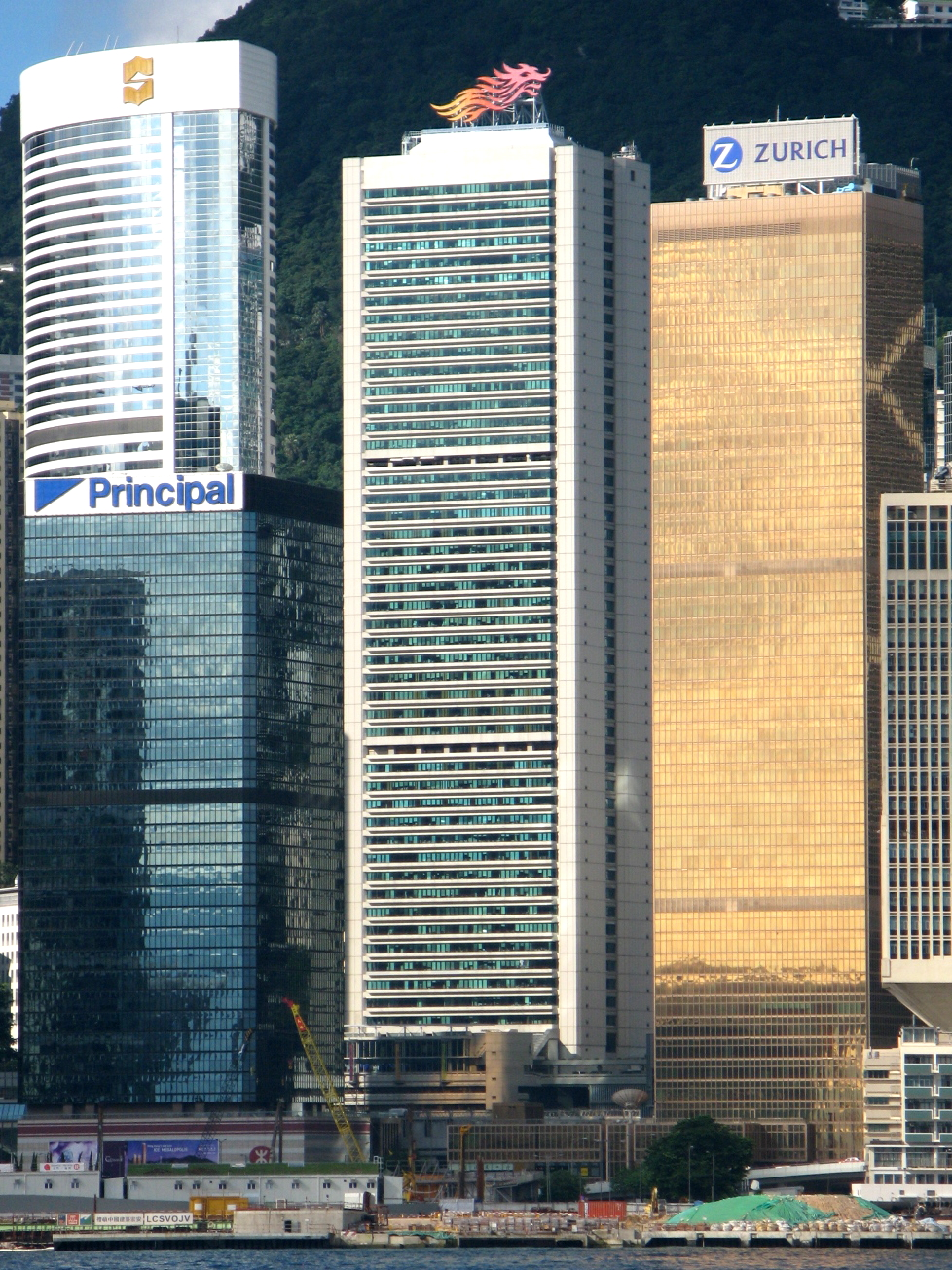
蔡馬安琪於2000年由市政總署過渡至食物環境衞生署工作

蔡馬安琪在1998年7月於市政總署內調職，改為負責項目策劃事宜，並在市政局在2000年1月1日解散時處理相關行政工作，及後亦繼續在食物環境衞生署出仕，亦於2000年2月確認升任總行政主任。針對食環署接管市政局及區域市政局的執法工作及工程，她在香港立法會上協助部門首長級官員答辯。及後，就著食環署擬建設施及改善工程，她亦被派至立法會上對外介紹有關項目。
慣於處理工程行政的蔡馬在2000年代中期改於民政事務總署擔任負責包括部門工程等專責項目的總行政主任，曾為東涌市政大樓工程的社區會堂部分而出席立法會答辯，亦曾負責恭迎法门寺舍利抵港安排。隨後，她轉至康樂及文化事務署出任部門秘書，曾就部門人員編制問題及2009年H1N1流感大流行而列席立法會會議，而在2007年更代表部門與數十名園藝工人及立法會議員王國興會面商討合約問題。在離任康文署部門秘書時，表現優秀的她更在2010年獲頒公務員事務局局長嘉許狀。隨後，她在2010年重返公務員事務局出任首席行政主任，亦於2013年調回民政事務總署任職助理署長，負責社会企业等專責事務。

### 民政事務專員
在2013年11月25日，蔡馬安琪獲港府在民政事務總署內調派至黃大仙區出任民政事務專員，並在同月29日被港府奉為官守太平紳士，亦進一步於2014年春季晉升高級首席行政主任。她與黃大仙區議會除了延續參與黃大仙祠寶誕及祈福科儀等傳統外，亦支持創新的地區美食墟活動，隨後更成為定期盛事。
蔡馬在任內曾發生2015年慈雲山車房爆炸案，並在事件中負責緊急協調各個不同部門的應變工作。她親自出席黃大仙區議會的緊急會議，除一同默哀悼念外，亦匯報為數十名居民提供緊急庇護點，及安排慈善基金援助及臨時住宿單位等。
在2015年香港區議會選舉中，蔡馬兼任黃大仙區議會所有選區的選舉主任，惟池彩選區的選舉過程及結果遭到司法挑戰，以致負責刊憲確認選舉結果的她被列入為選舉呈請的訴訟方之一。事件一直拖延至她卸任後，在2017年10月才由高等法院判決結果合法，蔡馬亦獲得訟費賠償。
蔡馬於2016年10月退休離開公務員隊伍，而專員一職則由江潤珊接棒。雖然卸任專員，但熱心地區公益事務的她在2017年1月仍以黃大仙區爱心人士代表身份前往湖南省祁阳县參與由區內各界內士在她專員任內捐建的教學樓的落成典禮。

### 高級顧問
香港特別行政區於2017年成立20周年，民政事務局在2017年2月聘請蔡馬安琪為高級顧問，籌辦各項不同的青年慶祝項目。及後兩年，她則協助副局長陳積志安排多項中港青年交流活動，包括親自往來北京協調中国科学院、北京冬奧組委及故宮博物院的多個青年實習計劃。

## 個人生活
馬安琪在1980年代中期嫁給蔡姓先生，儘管法定姓名從沒更改，但她則在官式名字上冠上夫姓示人。

## 榮譽

### 殊勳
- 官守太平紳士（J.P.）（2013年11月29日－2016年10月26日[17]）

### 頭銜
- 蔡馬安琪，JP（Angel Choi Ma On-ki, JP，2013年11月29日－2016年10月26日[17][39]）